# Вюрцбург, Отто
Отто Вюрцбург (10 июля 1875, Гранд-Рапидс — 1 октября 1951, Гранд-Рапидс) — американский шахматный композитор. Тесно сотрудничал с С. Лойдом и У. Шинкманом. Опубликовал около 1200 задач — двух-, трёх- и многоходовок, отличающихся оригинальностью замысла при экономичном построении, остропуантированными вступительными ходами, блестящими жертвами, эффектными матовыми позициями. Среди его задач немало миниатюр. Впервые (1909) представил тему Плахутты без жертвы белой фигуры на поле
пересечения (см. Вюрцбурга — Плахутты тема).

## Задачи
|   | a | b | c | d | e | f | g | h |   |
| - | --- | --- | --- | --- | --- | --- | --- | --- | - |
| 8 | a7 чёрная пешка · b7 чёрный король · d7 белый слон · a6 чёрная пешка · c5 белый король · e5 чёрная пешка · g5 чёрная пешка · e2 белый ферзь | a7 чёрная пешка · b7 чёрный король · d7 белый слон · a6 чёрная пешка · c5 белый король · e5 чёрная пешка · g5 чёрная пешка · e2 белый ферзь | a7 чёрная пешка · b7 чёрный король · d7 белый слон · a6 чёрная пешка · c5 белый король · e5 чёрная пешка · g5 чёрная пешка · e2 белый ферзь | a7 чёрная пешка · b7 чёрный король · d7 белый слон · a6 чёрная пешка · c5 белый король · e5 чёрная пешка · g5 чёрная пешка · e2 белый ферзь | a7 чёрная пешка · b7 чёрный король · d7 белый слон · a6 чёрная пешка · c5 белый король · e5 чёрная пешка · g5 чёрная пешка · e2 белый ферзь | a7 чёрная пешка · b7 чёрный король · d7 белый слон · a6 чёрная пешка · c5 белый король · e5 чёрная пешка · g5 чёрная пешка · e2 белый ферзь | a7 чёрная пешка · b7 чёрный король · d7 белый слон · a6 чёрная пешка · c5 белый король · e5 чёрная пешка · g5 чёрная пешка · e2 белый ферзь | a7 чёрная пешка · b7 чёрный король · d7 белый слон · a6 чёрная пешка · c5 белый король · e5 чёрная пешка · g5 чёрная пешка · e2 белый ферзь | 8 |
| 7 | a7 чёрная пешка · b7 чёрный король · d7 белый слон · a6 чёрная пешка · c5 белый король · e5 чёрная пешка · g5 чёрная пешка · e2 белый ферзь | a7 чёрная пешка · b7 чёрный король · d7 белый слон · a6 чёрная пешка · c5 белый король · e5 чёрная пешка · g5 чёрная пешка · e2 белый ферзь | a7 чёрная пешка · b7 чёрный король · d7 белый слон · a6 чёрная пешка · c5 белый король · e5 чёрная пешка · g5 чёрная пешка · e2 белый ферзь | a7 чёрная пешка · b7 чёрный король · d7 белый слон · a6 чёрная пешка · c5 белый король · e5 чёрная пешка · g5 чёрная пешка · e2 белый ферзь | a7 чёрная пешка · b7 чёрный король · d7 белый слон · a6 чёрная пешка · c5 белый король · e5 чёрная пешка · g5 чёрная пешка · e2 белый ферзь | a7 чёрная пешка · b7 чёрный король · d7 белый слон · a6 чёрная пешка · c5 белый король · e5 чёрная пешка · g5 чёрная пешка · e2 белый ферзь | a7 чёрная пешка · b7 чёрный король · d7 белый слон · a6 чёрная пешка · c5 белый король · e5 чёрная пешка · g5 чёрная пешка · e2 белый ферзь | a7 чёрная пешка · b7 чёрный король · d7 белый слон · a6 чёрная пешка · c5 белый король · e5 чёрная пешка · g5 чёрная пешка · e2 белый ферзь | 7 |
| 6 | a7 чёрная пешка · b7 чёрный король · d7 белый слон · a6 чёрная пешка · c5 белый король · e5 чёрная пешка · g5 чёрная пешка · e2 белый ферзь | a7 чёрная пешка · b7 чёрный король · d7 белый слон · a6 чёрная пешка · c5 белый король · e5 чёрная пешка · g5 чёрная пешка · e2 белый ферзь | a7 чёрная пешка · b7 чёрный король · d7 белый слон · a6 чёрная пешка · c5 белый король · e5 чёрная пешка · g5 чёрная пешка · e2 белый ферзь | a7 чёрная пешка · b7 чёрный король · d7 белый слон · a6 чёрная пешка · c5 белый король · e5 чёрная пешка · g5 чёрная пешка · e2 белый ферзь | a7 чёрная пешка · b7 чёрный король · d7 белый слон · a6 чёрная пешка · c5 белый король · e5 чёрная пешка · g5 чёрная пешка · e2 белый ферзь | a7 чёрная пешка · b7 чёрный король · d7 белый слон · a6 чёрная пешка · c5 белый король · e5 чёрная пешка · g5 чёрная пешка · e2 белый ферзь | a7 чёрная пешка · b7 чёрный король · d7 белый слон · a6 чёрная пешка · c5 белый король · e5 чёрная пешка · g5 чёрная пешка · e2 белый ферзь | a7 чёрная пешка · b7 чёрный король · d7 белый слон · a6 чёрная пешка · c5 белый король · e5 чёрная пешка · g5 чёрная пешка · e2 белый ферзь | 6 |
| 5 | a7 чёрная пешка · b7 чёрный король · d7 белый слон · a6 чёрная пешка · c5 белый король · e5 чёрная пешка · g5 чёрная пешка · e2 белый ферзь | a7 чёрная пешка · b7 чёрный король · d7 белый слон · a6 чёрная пешка · c5 белый король · e5 чёрная пешка · g5 чёрная пешка · e2 белый ферзь | a7 чёрная пешка · b7 чёрный король · d7 белый слон · a6 чёрная пешка · c5 белый король · e5 чёрная пешка · g5 чёрная пешка · e2 белый ферзь | a7 чёрная пешка · b7 чёрный король · d7 белый слон · a6 чёрная пешка · c5 белый король · e5 чёрная пешка · g5 чёрная пешка · e2 белый ферзь | a7 чёрная пешка · b7 чёрный король · d7 белый слон · a6 чёрная пешка · c5 белый король · e5 чёрная пешка · g5 чёрная пешка · e2 белый ферзь | a7 чёрная пешка · b7 чёрный король · d7 белый слон · a6 чёрная пешка · c5 белый король · e5 чёрная пешка · g5 чёрная пешка · e2 белый ферзь | a7 чёрная пешка · b7 чёрный король · d7 белый слон · a6 чёрная пешка · c5 белый король · e5 чёрная пешка · g5 чёрная пешка · e2 белый ферзь | a7 чёрная пешка · b7 чёрный король · d7 белый слон · a6 чёрная пешка · c5 белый король · e5 чёрная пешка · g5 чёрная пешка · e2 белый ферзь | 5 |
| 4 | a7 чёрная пешка · b7 чёрный король · d7 белый слон · a6 чёрная пешка · c5 белый король · e5 чёрная пешка · g5 чёрная пешка · e2 белый ферзь | a7 чёрная пешка · b7 чёрный король · d7 белый слон · a6 чёрная пешка · c5 белый король · e5 чёрная пешка · g5 чёрная пешка · e2 белый ферзь | a7 чёрная пешка · b7 чёрный король · d7 белый слон · a6 чёрная пешка · c5 белый король · e5 чёрная пешка · g5 чёрная пешка · e2 белый ферзь | a7 чёрная пешка · b7 чёрный король · d7 белый слон · a6 чёрная пешка · c5 белый король · e5 чёрная пешка · g5 чёрная пешка · e2 белый ферзь | a7 чёрная пешка · b7 чёрный король · d7 белый слон · a6 чёрная пешка · c5 белый король · e5 чёрная пешка · g5 чёрная пешка · e2 белый ферзь | a7 чёрная пешка · b7 чёрный король · d7 белый слон · a6 чёрная пешка · c5 белый король · e5 чёрная пешка · g5 чёрная пешка · e2 белый ферзь | a7 чёрная пешка · b7 чёрный король · d7 белый слон · a6 чёрная пешка · c5 белый король · e5 чёрная пешка · g5 чёрная пешка · e2 белый ферзь | a7 чёрная пешка · b7 чёрный король · d7 белый слон · a6 чёрная пешка · c5 белый король · e5 чёрная пешка · g5 чёрная пешка · e2 белый ферзь | 4 |
| 3 | a7 чёрная пешка · b7 чёрный король · d7 белый слон · a6 чёрная пешка · c5 белый король · e5 чёрная пешка · g5 чёрная пешка · e2 белый ферзь | a7 чёрная пешка · b7 чёрный король · d7 белый слон · a6 чёрная пешка · c5 белый король · e5 чёрная пешка · g5 чёрная пешка · e2 белый ферзь | a7 чёрная пешка · b7 чёрный король · d7 белый слон · a6 чёрная пешка · c5 белый король · e5 чёрная пешка · g5 чёрная пешка · e2 белый ферзь | a7 чёрная пешка · b7 чёрный король · d7 белый слон · a6 чёрная пешка · c5 белый король · e5 чёрная пешка · g5 чёрная пешка · e2 белый ферзь | a7 чёрная пешка · b7 чёрный король · d7 белый слон · a6 чёрная пешка · c5 белый король · e5 чёрная пешка · g5 чёрная пешка · e2 белый ферзь | a7 чёрная пешка · b7 чёрный король · d7 белый слон · a6 чёрная пешка · c5 белый король · e5 чёрная пешка · g5 чёрная пешка · e2 белый ферзь | a7 чёрная пешка · b7 чёрный король · d7 белый слон · a6 чёрная пешка · c5 белый король · e5 чёрная пешка · g5 чёрная пешка · e2 белый ферзь | a7 чёрная пешка · b7 чёрный король · d7 белый слон · a6 чёрная пешка · c5 белый король · e5 чёрная пешка · g5 чёрная пешка · e2 белый ферзь | 3 |
| 2 | a7 чёрная пешка · b7 чёрный король · d7 белый слон · a6 чёрная пешка · c5 белый король · e5 чёрная пешка · g5 чёрная пешка · e2 белый ферзь | a7 чёрная пешка · b7 чёрный король · d7 белый слон · a6 чёрная пешка · c5 белый король · e5 чёрная пешка · g5 чёрная пешка · e2 белый ферзь | a7 чёрная пешка · b7 чёрный король · d7 белый слон · a6 чёрная пешка · c5 белый король · e5 чёрная пешка · g5 чёрная пешка · e2 белый ферзь | a7 чёрная пешка · b7 чёрный король · d7 белый слон · a6 чёрная пешка · c5 белый король · e5 чёрная пешка · g5 чёрная пешка · e2 белый ферзь | a7 чёрная пешка · b7 чёрный король · d7 белый слон · a6 чёрная пешка · c5 белый король · e5 чёрная пешка · g5 чёрная пешка · e2 белый ферзь | a7 чёрная пешка · b7 чёрный король · d7 белый слон · a6 чёрная пешка · c5 белый король · e5 чёрная пешка · g5 чёрная пешка · e2 белый ферзь | a7 чёрная пешка · b7 чёрный король · d7 белый слон · a6 чёрная пешка · c5 белый король · e5 чёрная пешка · g5 чёрная пешка · e2 белый ферзь | a7 чёрная пешка · b7 чёрный король · d7 белый слон · a6 чёрная пешка · c5 белый король · e5 чёрная пешка · g5 чёрная пешка · e2 белый ферзь | 2 |
| 1 | a7 чёрная пешка · b7 чёрный король · d7 белый слон · a6 чёрная пешка · c5 белый король · e5 чёрная пешка · g5 чёрная пешка · e2 белый ферзь | a7 чёрная пешка · b7 чёрный король · d7 белый слон · a6 чёрная пешка · c5 белый король · e5 чёрная пешка · g5 чёрная пешка · e2 белый ферзь | a7 чёрная пешка · b7 чёрный король · d7 белый слон · a6 чёрная пешка · c5 белый король · e5 чёрная пешка · g5 чёрная пешка · e2 белый ферзь | a7 чёрная пешка · b7 чёрный король · d7 белый слон · a6 чёрная пешка · c5 белый король · e5 чёрная пешка · g5 чёрная пешка · e2 белый ферзь | a7 чёрная пешка · b7 чёрный король · d7 белый слон · a6 чёрная пешка · c5 белый король · e5 чёрная пешка · g5 чёрная пешка · e2 белый ферзь | a7 чёрная пешка · b7 чёрный король · d7 белый слон · a6 чёрная пешка · c5 белый король · e5 чёрная пешка · g5 чёрная пешка · e2 белый ферзь | a7 чёрная пешка · b7 чёрный король · d7 белый слон · a6 чёрная пешка · c5 белый король · e5 чёрная пешка · g5 чёрная пешка · e2 белый ферзь | a7 чёрная пешка · b7 чёрный король · d7 белый слон · a6 чёрная пешка · c5 белый король · e5 чёрная пешка · g5 чёрная пешка · e2 белый ферзь | 1 |
|   | a | b | c | d | e | f | g | h |   |

1.Ch3! Kpc7 2.Фg4 Kpb8 (Kpd8) 3.Фс8 (Фd7)# — Тертона тема, 

1. … а5 2.Фа6+! Кр: а6 3.Сс8#

## Книги
- The Golden Argosy, Stroud, 1929 (соавтор).